# Susanne Scherbel
Susanne Scherbel (* 1983) ist eine ehemalige deutsche Schauspielerin. 

## Leben und Wirken
Sie spielte eine Hauptrolle (Sandra Martin) in der von Phoenix Film für das ZDF produzierten Familienserie Unser Charly in den Staffeln 3 und 4 (1997 bis 1999). Ihre Vorgängerin in der Rolle war Friederike Möller (Staffeln 1 und 2, 1995 bis 1997), Nachfolgerinnen waren Kaya Marie Möller (2000 bis 2001) und Delia-Deborah Wagner (2001 bis 2003).